# 161. peruť (Izrael)
161. peruť (hebrejsky טייסת 161‎), také známá jako Černý had, je peruť Izraelského letectva operující s bezpilotními průzkumnými stroji Elbit Hermes 450 ze základny Palmachim.
Dříve se jednalo o vrtulníkovou peruť se stroji MD 500 Defender a AH-1 E/F Cobra známou pod názvem Jižní Kobry.